# Polyporus
Genre
Polyporus est un genre de champignons basidiomycètes de la famille des Polyporaceae. Il regroupait à l'origine tous les champignons appelés en français polypores parce que leur hyménium présente de multiples pores, et qui ont depuis été reclassés dans d'autres genres et familles.

## Espèces

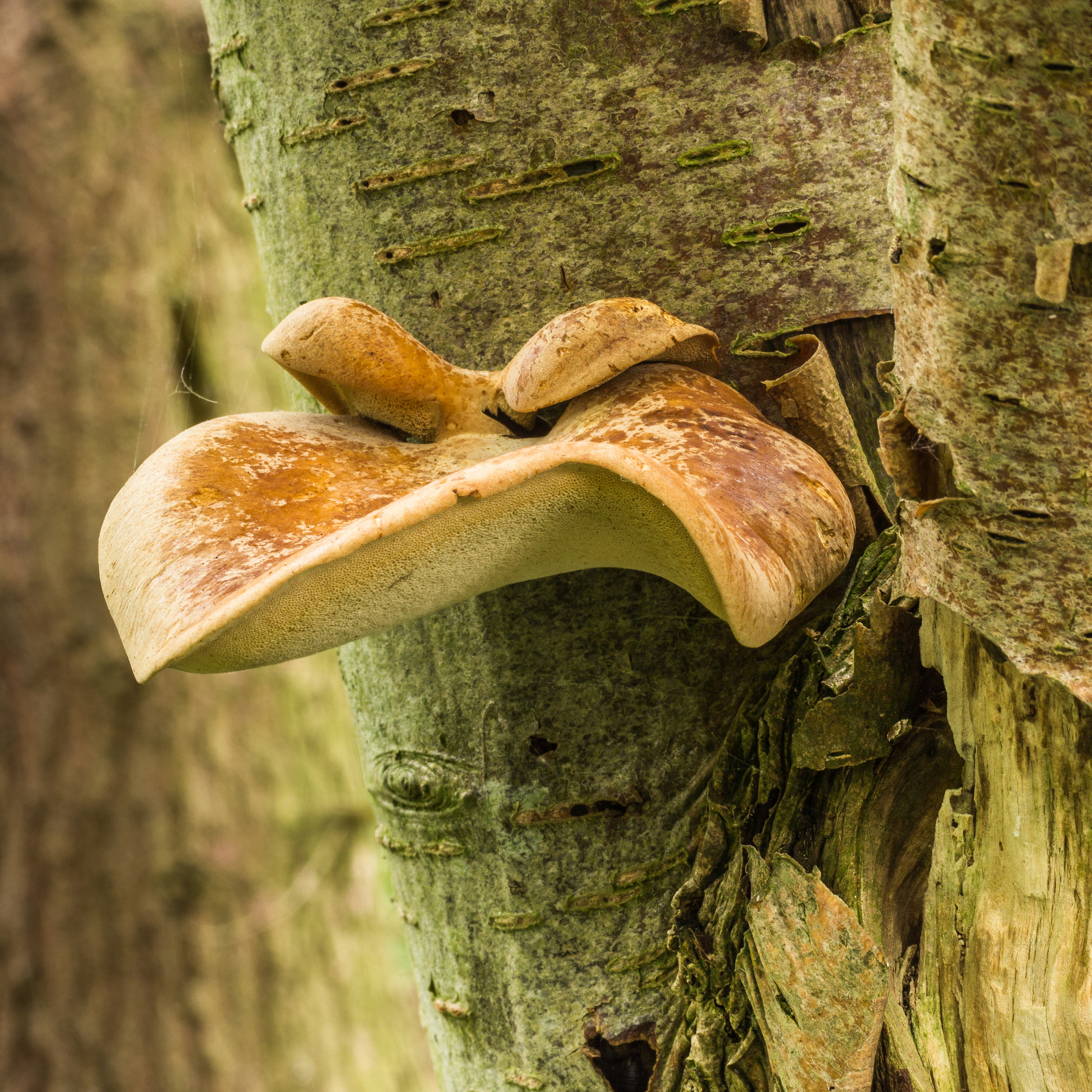
Polyporus varius sur un sorbier mort.

- Polyporus alveolaris, le polypore alvéolaire (synonyme Polyporus mori).
- Polyporus badius, le polypore bai (synonyme Polyporus durus).
- Polyporus brumalis, le polypore d'hiver.
- Polyporus ciliatus, le polypore cilié.
- Polyporus squamosus, le polypore écailleux.
- Polyporus umbellatus, le polypore en ombelle.

## Écologie
Les polypores jouent un rôle important dans la décomposition du bois mort et sont alors eux-mêmes une source d'alimentation pour d'autres espèces, d'invertébrés (escargots, limaces), vertébrés fongivores et nombreux insectes mycophages, notamment les Mycétophagidés. Il faut cependant pour la survie des insectes qui les colonisent ou consomment et des parasitoïdes associés que les polypores émergents ne soient pas trop éloignés d'une zone-source d'insectes. La distance à laquelle un insecte peut repérer et/ou utiliser un polypore varie beaucoup selon les espèces. Les coléoptères et les parasitoïdes étant les moins performants ; une source renouvelée en permanence sur chaque kilomètre carré semble suffire en zone tempérée pour la conservation des insectes. En outre, certains insectes et divers animaux jouent aussi un rôle dans la dispersion des champignons. Leur présence est donc également importante.

## Consommation
Quelques espèces sont consommées, dont Polyporus tenuiculus dans le centre et sud de l'Amérique, par différents groupes ethniques. On a montré que certaines souches de cette espèce pouvaient aussi être cultivées industriellement à partir de certains résidus agricoles.

## Art
À Paris, square Jean-Cocteau, une sculpture contemporaine - la fontaine des Polypores de Jean-Yves Lechevallier (1983) - représente un empilement de polypores. Cette sculpture est le cadre de plusieurs scènes du film d'Alain Resnais On connaît la chanson (2007), avec notamment Lambert Wilson et Agnès Jaoui.